# Cake to Bake
A Cake to Bake (magyarul: Tortát sütni) egy dal, amely Lettországot képviselte a 2014-es Eurovíziós Dalfesztiválon, Koppenhágában. A dalt a lett Aarzemnieki együttes adta elő angol nyelven.

## 2014-es Eurovíziós Dalfesztivál
A dal a 2014. február 22-én rendezett 12 fős lett nemzeti döntőben nyerte el az indulás jogát, ahol a zsűri és a nézői szavazatok együttese alakította ki a végeredményt.
A dalt Koppenhágában a május 6-i első elődöntőben adták elő, fellépési sorrendben másodikként az örmény Aram Mp3 Not alone című dala után, és az észt Tanja Amazing című dala előtt. Az elődöntőben a dal 33 ponttal a 13. helyen végzett, így nem jutott tovább a dalfesztivál döntőjébe.

## Külső hivatkozások
- Dalszöveg
- A dal előadása a lett nemzeti döntőben (2014. február 22.). YouTube
- A dal előadása az Eurovíziós Dalfesztivál első elődöntőjében (2014. május 6.). YouTube